# Regentschaftskönigreich Polen
Das Regentschaftskönigreich Polen (polnisch Królestwo Regencyjne) bestand im Ersten Weltkrieg vom 5. November 1916 bis zum 29. November 1918 auf dem unter der Kontrolle der Mittelmächte stehenden Gebiet der seit dem Wiener Kongress 1815 zum Russischen Kaiserreich gehörenden Provinz Weichselland bzw. „Kongresspolens“. Nachfolger war ab dem 29. November 1918 die Zweite Polnische Republik.

## Vorgeschichte

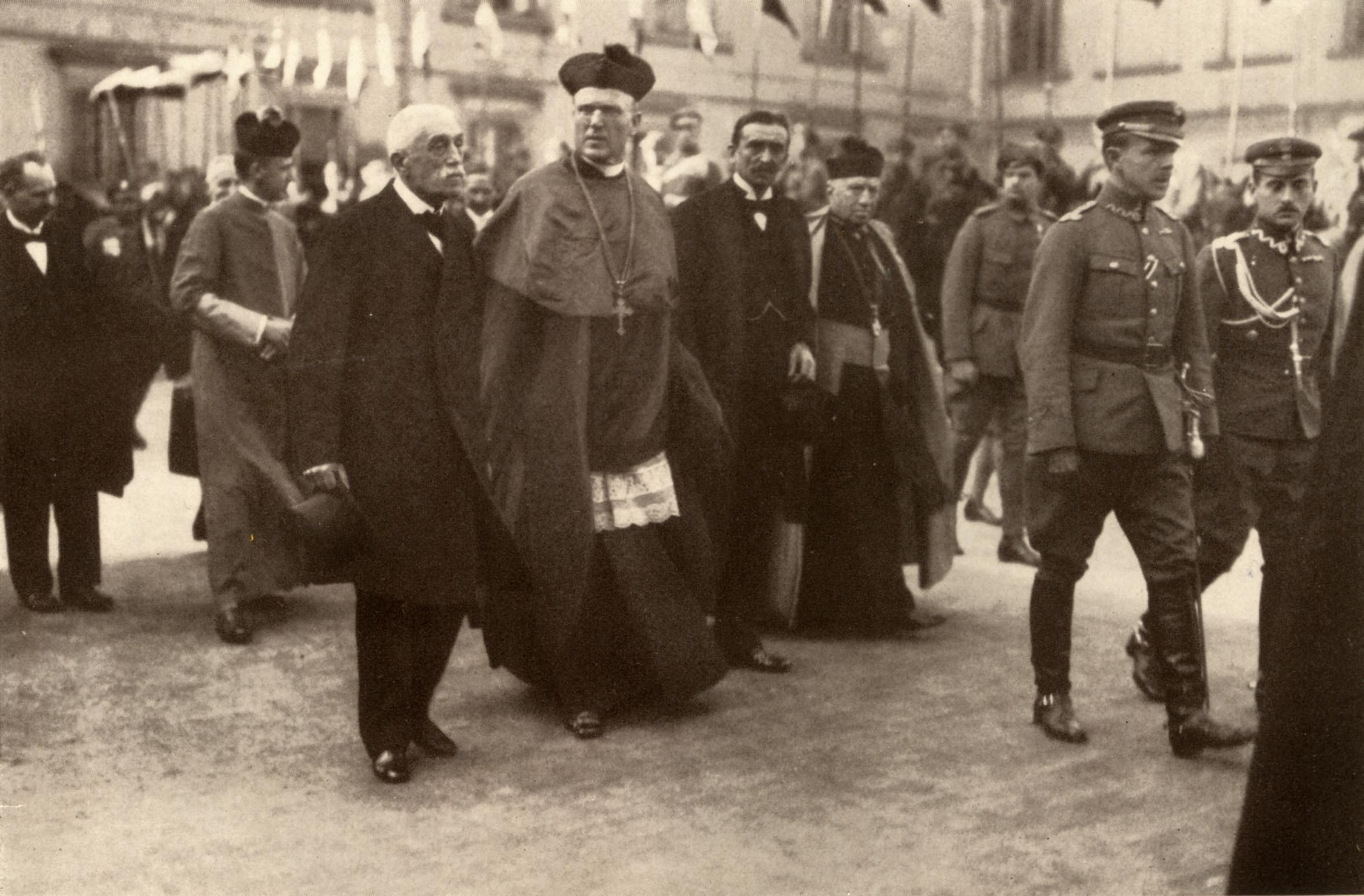
Mitglieder des Regentschaftsrates des Regentschaftskönigreichs Polen, v. l.: Józef Ostrowski, Erzbischof Kakowski und Fürst Lubomirski (September oder Oktober 1917)

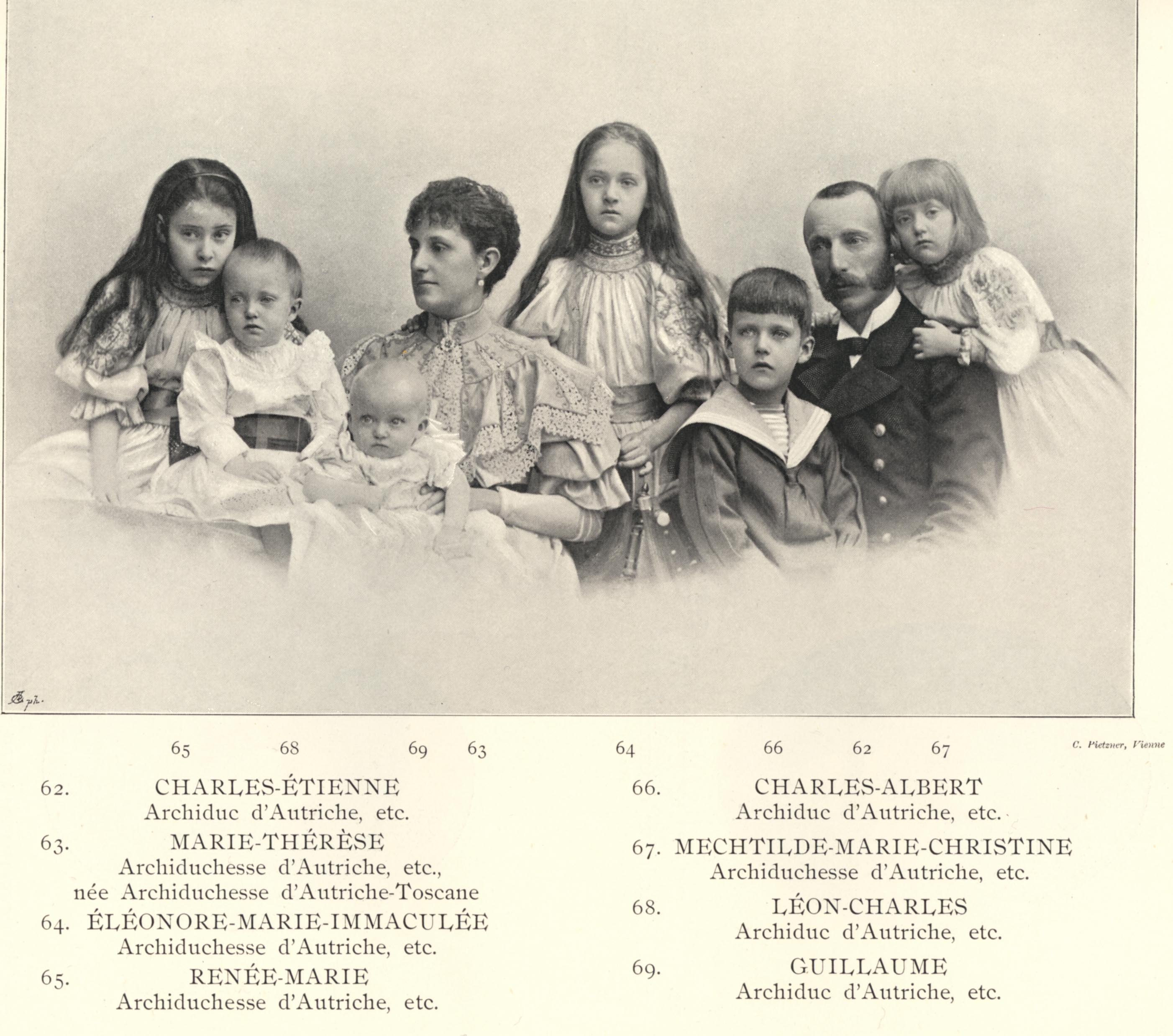
Erzherzog Karl Stephan mit seiner Familie (um 1895)

Bereits zu Beginn des Ersten Weltkrieges fasste der Deutsche Kaiser Wilhelm II. den Entschluss, das eventuell zu erobernde Gebiet Kongresspolens bei einem etwaigen Friedensschluss nicht an Russland zurückzugeben, sondern einen eng mit dem Königreich Preußen verbundenen polnischen Staat zu schaffen. Die Verwaltung des Landes sollte in polnischen Händen liegen, der Deutsche Kaiser und preußische König sollte jedoch das militärische Oberkommando über die Armee ausüben. Das neue Polen sollte eine Eisenbahngemeinschaft mit Preußen bilden und durch Handels- und Schifffahrtsverträge den Absatz seiner Waren über Danzig garantiert bekommen. Eine Annexion des Gebietes von Kalisch (Kalisz) durch Preußen wurde erwogen, ebenso kleinere Gebietsabtretungen an Österreich-Ungarn. Polen sollte ein Königreich sein. Die aussichtsreichsten Thronkandidaten waren Erzherzog Karl Stephan von Österreich, der in Saybusch (Żywiec) wohnte, sowie dessen ältester Sohn Erzherzog Karl Albrecht von Habsburg-Altenburg, der von seinem Vater auf den polnischen Thron vorbereitet worden war. Beide sprachen fließend Polnisch.
Nach der Eroberung ganz Kongresspolens durch deutsche und österreichisch-ungarische Truppen im Spätsommer 1915 wurde das Land von den Mittelmächten in zwei zivil verwaltete Generalgouvernements aufgeteilt, ein deutsch verwaltetes mit Sitz in Warschau unter Generaloberst Hans von Beseler und in ein österreichisch-ungarisch verwaltetes mit Sitz in Lublin und General Karl Kuk an der Spitze. Kleinere nördliche Gebiete Polens um Suwałki und Augustów kamen zum Gebiet Ober Ost, das deutscher Militärverwaltung unterstellt war.
Beseler verfasste in den Jahren 1915 und 1916 mehrere Denkschriften, in denen er zwar die Errichtung eines unabhängigen polnischen Staates befürwortete, aber gleichzeitig – unter dem Einfluss Ludendorffs – nicht unbedeutende Gebietsabtretungen an Preußen: das Industriegebiet Zagłębie Dąbrowskie in Kleinpolen (östlich von Oberschlesien) und das Gebiet um Łomża (unweit der ostpreußischen Grenze) sowie an Litauen und Österreich-Ungarn postulierte. Gegen diese Vorschläge wandte sich der bedeutende Diplomat Gerhard von Mutius, Vetter des deutschen Reichskanzlers Theobald von Bethmann Hollweg und Vertreter des Auswärtigen Amtes bei Beseler, indem er betonte: „[…] Teilung und selbst Abtrennungen, soweit irgend mit den militärischen Interessen vereinbar, sind zu vermeiden. […] Nur so kann die antirussische Tendenz des neuen Polen für absehbare Zeit festgelegt werden.“ Gleichzeitig zeigten sich starke Habsburger Tendenzen, das Land in seiner Ganzheit zu übernehmen und in Vereinigung mit Galizien als polnisches Königreich in Personalunion mit Cisleithanien zu regieren; diese Überlegungen riefen jedoch wegen einer befürchteten Übermacht der Slawen in einer dann trialistisch gewordenen Doppelmonarchie die heftige Gegnerschaft der Deutschösterreicher und der Ungarn hervor.
Deutschland stand nach dem Scheitern des Angriffs auf Verdun und dem Beginn der Somme-Schlacht seit Mitte 1916 an der Westfront unter schwerem Druck der Entente, und die Truppen der Donaumonarchie hatten in der Südtiroloffensive 1916 Misserfolge an der italienischen Front hinzunehmen. Zusätzlich zur bedrohlichen Lage an der Ostfront musste das Reich den Kriegseintritt Rumäniens hinnehmen. Deshalb änderte die Oberste Heeresleitung (OHL) ihre ursprüngliche Einstellung – Paul von Hindenburg und Erich Ludendorff wären nämlich bereit gewesen, Kongresspolen um den Preis eines Sonderfriedens an Russland zurückzugeben – und postulierte von nun an die Schaffung eines unabhängigen Polens, wohl in der Hoffnung, dass die neu zu schaffende polnische Armee zur Unterstützung der Mittelmächte herangezogen werden könne. Schließlich einigte man sich im Oktober 1916 während der Verhandlungen mit Österreich-Ungarn im Großen Hauptquartier in Pleß, den Prozess der Proklamation des neuen Staates zu beschleunigen. In der Zwischenzeit gelang es Beseler, eine pro-deutsche polnische Partei zu schaffen, den Klub der Anhänger des polnischen Staatswesens unter Władysław Studnicki, der sich entschieden zur Errichtung eines an das Deutsche Kaiserreich angelehnten polnischen Staates bekannte.
Anfangs gewann er sogar die austrophilen (österreich-ungarisch-freundlichen) Kräfte und die Anhänger von Józef Piłsudski für seine Ideen. Nach dem Besuch einer polnischen Delegation unter der Führung des Gelehrten Józef Brudziński in Berlin beim Kaiser und Reichskanzler Ende Oktober 1916 wurden schließlich die letzten Einzelheiten festgelegt.

## Chronik der Ereignisse

### 1916

Staatenbildung auf dem Gebiet des Russischen Reiches

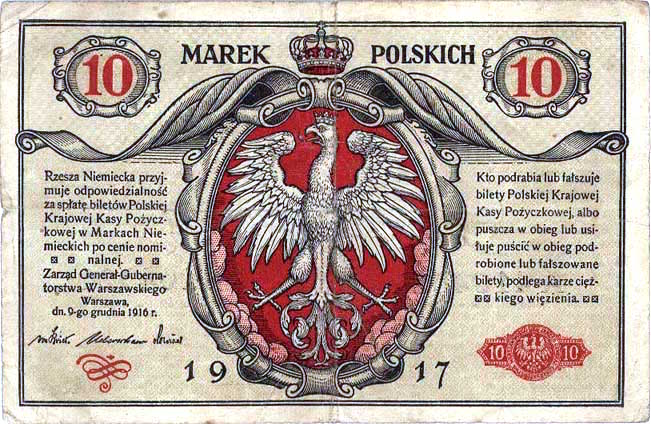
Zehn Polnische Mark aus der Zeit des Regentschaftskönigreiches

- 12./13. August: Die Oberste Heeresleitung (OHL) schlägt die Angliederung eines polnischen Grenzstreifens an Preußen vor.
- 5. November: Im Säulensaal des Warschauer Königsschlosses gibt von Beseler den Beschluss der Kaiser Deutschlands und Österreich-Ungarns zur Einrichtung eines Königreichs Polen bekannt – ohne einen König und ohne genauere Bestimmung der Grenzen. Auf dem Schloss werden zum ersten Mal seit 1831 polnische Fahnen ausgehängt. Gleichzeitig veröffentlicht der österreichische Generalgouverneur Kuk dieselbe Proklamation in Lublin. Die ausgesprochen deutschfeindliche Bewegung Narodowa Demokracja (Nationale Demokratie), die ihre Hochburg in der Provinz Posen hat, und deren Führer Roman Dmowski in Paris weilt, lehnt nach wie vor jede Zusammenarbeit mit den Mittelmächten ab. Die Oberste Heeresleitung verordnet die zwangsweise Einreihung der polnischen Arbeitslosen in Arbeiterbataillone, die nach Deutschland gehen sollen, um dort deutsche Arbeiter zu ersetzen, die zum Kriegsdienst einberufen worden waren. Unter dem Eindruck der polnischen Proteste gibt Beseler nach, aber nur in Warschau. Im Lande gibt es eine rücksichtslose Zwangseintreibung der Arbeitslosen.

- 9. November: Die Behörden machen den ersten Versuch, eine Armee aufzustellen. Ein Werbeaufruf wird in den beiden Generalgouvernements angeschlagen. Große Proteste der polnischen Unabhängigkeitsorganisationen, da der Aufruf vor der Bildung einer polnischen Regierung ergangen ist.
- 1. Dezember: Die Piłsudski-Legionen (aber nicht ihre 1., sondern die 2. Brigade unter General Szeptycki) ziehen in Warschau ein. Die Legionen sollen das Offizierskorps der neuen Polnischen Armee stellen, aber Beseler will das Oberkommando selbst führen. In diesem Monat wird auch eine provisorische Regierung des Regentschaftskönigreiches ins Leben gerufen, der Provisorische Staatsrat mit 25 Mitgliedern, dessen Vorsitzender den Titel Kronmarschall tragen soll.
- 9. Dezember: Der Verwaltungschef Wolfgang von Kries gründet eine polnische Notenbank, die eine neue Währung, die polnische Mark, einführt.

### 1917
- 14. Januar: Der Staatsrat kommt erstmals auf dem Warschauer Königsschloss zusammen und konstituiert sich mit Waclaw Niemojowski, einem Großgrundbesitzer, als Kronmarschall. Seine Mitglieder erhielten dort von den Generalgouverneuren ihre Ernennungsurkunden. Zu den Mitgliedern gehört auch Józef Piłsudski, der von den Österreichern berufen wurde. In seiner ersten Proklamation bekennt sich der Staatsrat zur monarchischen Staatsform und fordert eine Ausdehnung nach Osten und eine Freiwilligenarmee. In diesem Monat setzt sich Ernst Scholtz, Oberbürgermeister von Danzig, im preußischen Herrenhaus für die Schaffung eines polnischen Freihafens in seiner Stadt ein.
- 22. Januar: Präsident Woodrow Wilson spricht sich im amerikanischen Senat für ein geeinigtes, unabhängiges und selbständiges Polen aus. Diese Botschaft stärkt diejenigen polnischen Kräfte, die jedes Zusammenwirken mit den Mittelmächten ablehnen.
- 15. März: Abdankungsmanifest von Zar Nikolaus II. in eigenem Namen und Namen seines Sohnes, zugunsten seines Bruders, des Großfürsten Michail.
- 16. März: Thronverzicht von Großfürst Michail. Das Interregnum führt in Polen die Stimmung des Neutralismus herbei.
- 21. April: Beseler übergibt dem Staatsrat das Schulwesen, die Justiz und die Propaganda. Dieser entschließt sich mit großer Mehrheit, den deutscherseits dringend geforderten Werbeaufruf zur Polnischen Wehrmacht zu erlassen. Piłsudski und Niemojowski enthalten sich der Stimme. Zum Chef der Inspektion des Meldewesens wird Oberst Władysław Sikorski ernannt. In den in Polnisches Hilfskorps umbenannten Legionen sollen nur ehemalige russische Untertanen, genannt Nationalpolen, bleiben, die österreichisch-ungarischen sollen in die k. u. k. Armee einverleibt werden. Dies ruft größte Unruhe hervor.
- 3. Mai: Am polnischen Nationalfeiertag bricht ein Studentenstreik an den beiden Warschauer Hochschulen und fünf kleineren Privathochschulen aus. Die Studenten fordern wirkliche Übergabe der Schulverwaltung an polnische Behörden und innere Autonomie der Hochschulen. Am 1. Juni werden alle Hochschulen bis auf Abruf geschlossen.
- 2. Juli: Piłsudski und drei linksstehende Mitglieder des Staatsrats legen ihre Mandate nieder wegen falscher Behandlung der Heeresfragen.
- 3. Juli: Der Staatsrat bestätigt die von Beseler und Kuk ausgearbeitete Eidesformel des Heeres: „Ich schwöre zu Gott dem Allmächtigen, dass ich meinem Vaterlande, dem Polnischen Königreich und meinem künftigen König zu Lande und zu Wasser und an welchen Orten es immer sei, getreu und redlich dienen, in gegenwärtigem Kriege treue Waffenbrüderschaft mit den Heeren Deutschlands und Österreich-Ungarns und der ihnen verbündeten Staaten halten […] werde.“ Es kommt das Gerücht auf, die Polnischen Legionen wollten wegen der Formulierung über die Waffenbrüderschaft den Eid nicht leisten, zumal der Eid auf eine noch gar nicht benannte Person, nämlich den polnischen König, abgelegt werden sollte; zudem stünde es nur der Regierung zu, Bündnisse zu schließen, und kein Heer werde auf „Waffenbrüderschaft“ vereidigt. Die Legionäre, die den Eid verweigern, werden interniert.

- 22. Juli: Piłsudski wird zusammen mit seinem nächsten Mitarbeiter, dem späteren General Kazimierz Sosnkowski, vom schlecht beratenen Beseler in Schutzhaft genommen, nach Deutschland verbracht und in der Festung Wesel, später in Magdeburg interniert.
- 6. August: Niemojowski tritt als Kronmarschall zurück. Die Reste der Legionen (600 Offiziere und 10.250 Mann) werden an die Ostfront transportiert.
- 30. August: Ende der Amtszeit des Provisorisches Staatsrats.
- 1. September: Das Königlich-Kaiserliche Oberste Gericht des Königreiches wird inauguriert.
- 12. September: Die erste provisorische Verfassung Polens, genannt „Patent“ wird veröffentlicht: Polen soll eine konstitutionelle Monarchie mit demokratischem Abgeordnetenhaus und einem Senat werden, ohne politische Verantwortlichkeit der Minister. Das Schul- und Justizwesen wird endgültig an polnische Behörden übergeben, die deutsche Minderheit bekommt jedoch gegen Proteste der Polen ein gesondertes Schulwesen. Die oberste Staatsgewalt wird bis zu ihrer Übernahme durch einen König einem Regentschaftsrat übertragen.

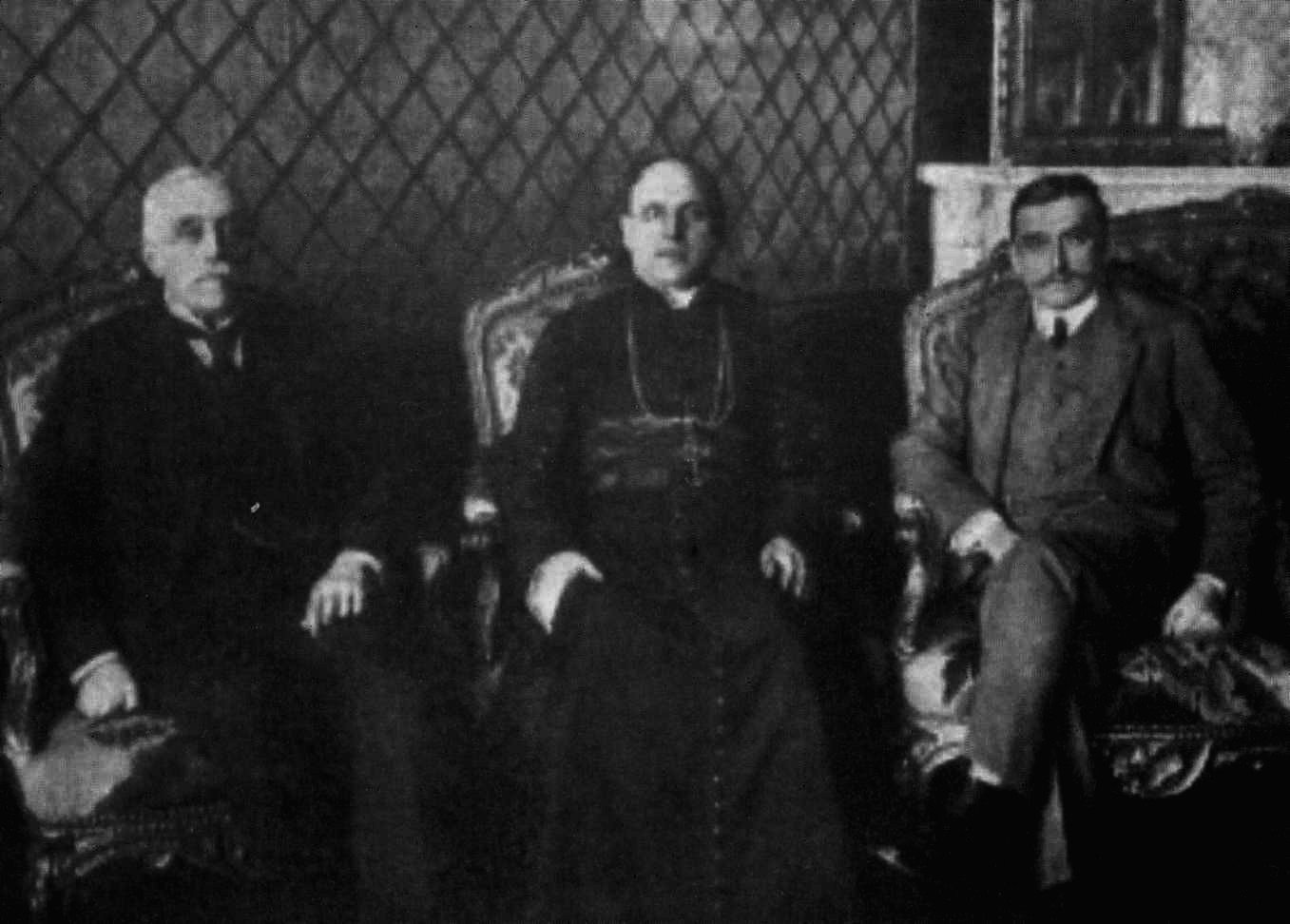
Der Regentschaftsrat: Ostrowski, Kakowski, Lubomirski

- 18. September: Ein dreiköpfiger Regentschaftsrat wird gebildet. Die Regenten sind: Aleksander Kardinal Kakowski, Erzbischof von Warschau und Primas des Königreiches Polen, Fürst Zdzisław Lubomirski, Großgrundbesitzer, sowie Józef Ostrowski, Großgrundbesitzer und ehemaliger Vorsitzender des Polenklubs in der Duma in Sankt Petersburg.
- 15. Oktober: Am hundertsten Todestage des Nationalhelden Tadeusz Kościuszko wird der Regentschaftsrat ins Amt eingeführt.
- 26. November: Der Jurist Jan Kucharzewski, bisher Kronreferendar (juristischer Referent bei der Regierung), wird zum ersten Ministerpräsidenten des Königreiches ernannt. Der Verwaltungschef Wolfgang von Kries wird auf eigenen Wunsch beurlaubt, an seine Stelle tritt Otto von Steinmeister, früherer Regierungspräsident von Köln.
- 11. Dezember: Der von den deutschen Militärbehörden eingesetzte und von ihnen unterstützte Landesrat für Litauen, der Lietuvos Taryba (Litauische Staatsrat), proklamiert einen unabhängigen litauischen Staat mit Vilnius (Wilna) als Hauptstadt, was große Entrüstung in Polen hervorruft, da das Gebiet um Wilna mehrheitlich von ethnischen Polen bewohnt ist. Die antideutsche Stimmung steigt, die austropolnische Lösung – Vereinigung mit Galizien und Wolhynien unter österreichischer Kaiserkrone – gewinnt viele neue Anhänger. Unterdessen plant die OHL die Abtrennung eines „Schutzstreifens“ vom Regentschaftskönigreich und seine Annexion durch Deutschland.

### 1918
- 6. Januar: Der Regentschaftsrat kommt nach Berlin zu einem offiziellen Besuch beim Kaiser und Reichskanzler. Außer feierlichen Reden und Antworten steht die Teilnahme Polens an den Friedensverhandlungen mit Russland (wo unterdessen die Oktoberrevolution stattgefunden hat) in Brest-Litowsk im Vordergrund. Diese Frage steht im Mittelpunkt der polnischen Politik, die Regenten erhalten jedoch nur die Zusage des neuen Reichskanzlers Georg von Hertling, dass die polnische Regierung als Berater und Sachverständiger zugelassen sein wird. Der Empfang in Berlin ist wenig ehrend, der polnischen Delegation wird nicht einmal eine Wohnung in einem der kaiserlichen Schlösser zugewiesen, sie muss sich mit einem Hotel begnügen.
- 8. Januar: In einer programmatischen Rede vor beiden Häusern des US-Kongresses, der amerikanische Präsident Woodrow Wilson umreißt sein 14-Punkte-Programm, das die Grundzüge einer Friedensordnung für das vom Ersten Weltkrieg erschütterte Europa enthält, darunter Punkt 13.: Ein unabhängiger polnischer Staat sollte errichtet werden, der alle Gebiete einzubegreifen hätte, die von unbestritten polnischer Bevölkerung bewohnt sind; diesem Staat sollte ein freier und sicherer Zugang zur See geöffnet werden, und seine politische sowohl wie wirtschaftliche Unabhängigkeit sollte durch internationale Übereinkommen verbürgt werden.
- 9. Januar: Die Regentschaftsrat reist nach Wien, wo man den Regenten fürstliche Ehren erweist und sie in der Hofburg wohnen lässt, aber auch hier erhalten die Regenten keine bestimmten Zusagen hinsichtlich der Brester Verhandlungen. Indessen weisen die Bolschewiki den Vorschlag der Teilnahme einer polnischen Delegation an den Verhandlungen zurück, mit der Begründung, dass der polnische Staat nicht selbständig und seine Regierung nicht rechtmäßig seien, und fordern, dass auch polnische Kommunisten aus Russland zugezogen werden müssten.
- 4. Februar: Der Provisorische Staatsrat wird vom Staatsrat im Königreich Polen abgelöst.
- 9. Februar: Der Friedensvertrag mit der Ukraine wird in Brest-Litowsk unterzeichnet. Die polnische Provinz von Chełm, 1913 von Kongresspolen abgetrennt und in ein russisches Gouvernement umgewandelt, ebenso wie Ostgalizien und Volhynien, soll an die Ukraine abgetreten werden. In Polen wird dies als der Anfang einer vierten Teilung angesehen; der Ministerrat des Königreiches tritt zurück; die Austropolnische Lösung wird somit in Polen endgültig diskreditiert.
- 14. Februar: In Warschau bricht ein politischer Generalstreik aus. Der Polenklub im Wiener Reichsrat geht zur Opposition über und leitet dadurch den Untergang der Doppelmonarchie ein. Ein Teil des Polnischen Hilfskorps der ehemaligen Legionen unter dem späteren General Józef Haller von Hallenburg bricht durch die Front nach der Ukraine durch und vereinigt sich dort mit polnischen Soldaten der ehemaligen Zarenarmee (dieses Korps Haller wird später eine bedeutende Rolle im polnisch-sowjetischen Krieg spielen).

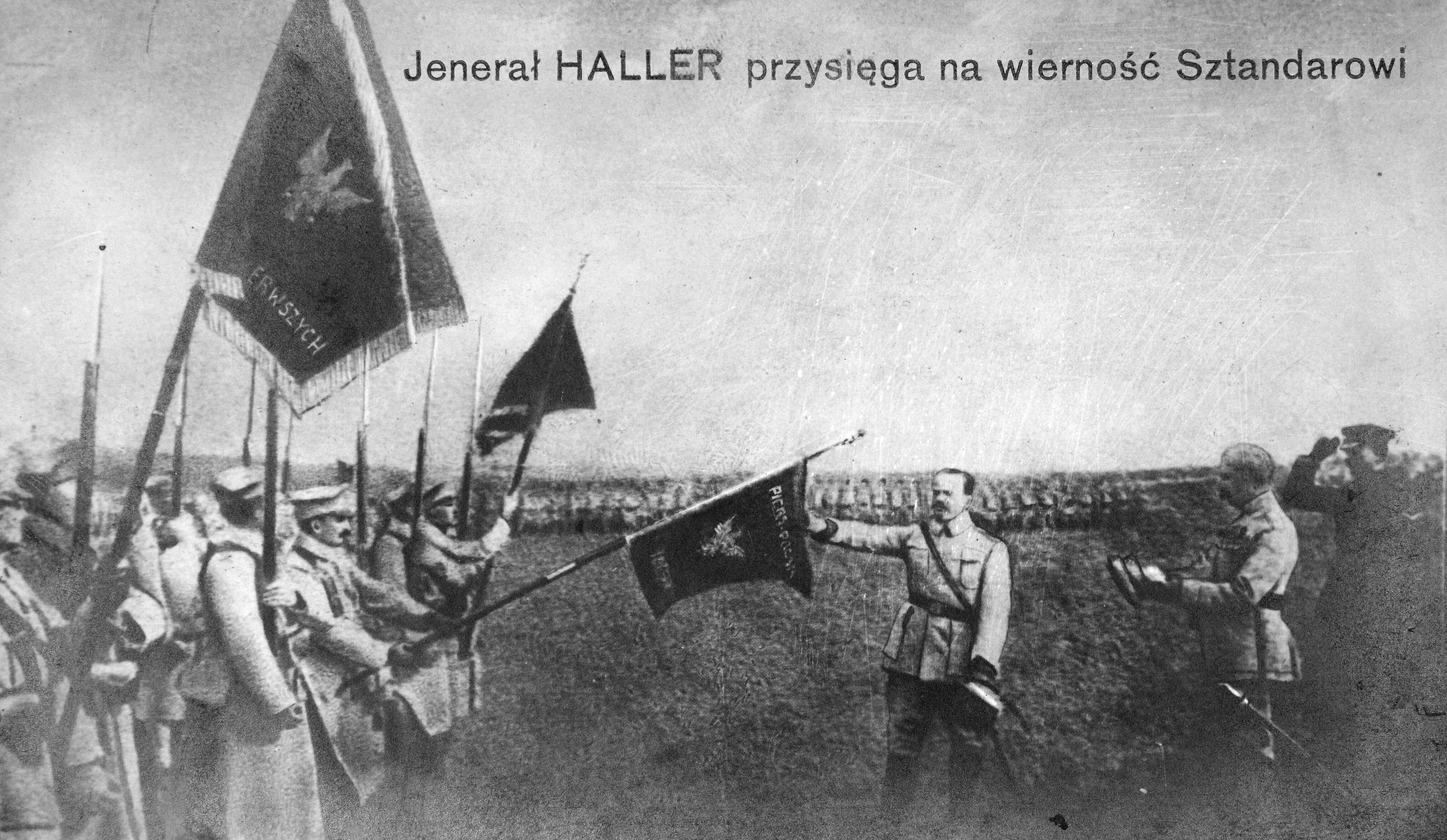
General Haller von Hallenburg mit seinen Truppen – Blaue Armee

- 3. März: Der Friedensvertrag von Brest-Litowsk mit Sowjetrussland wird unterzeichnet. Sowjetrussland verzichtet auf seine Hoheitsrechte in Polen, Litauen und Kurland. Die Zukunft dieser Gebiete soll mit dem Deutschen Reich im Einvernehmen mit den dortigen Völkern nach dem Selbstbestimmungsrecht geregelt werden.
- 5. März: Die Armee von August von Mackensen besiegt Rumänien und macht dadurch dem Krieg im Osten ein Ende. Die OHL wird in ihrer Macht bestärkt, Ludendorff hat freie Hand für die Erfüllung seiner Randstaatenpolitik, die auf Kosten Polens geht. Die Reichsregierung billigt grundsätzlich die Annexion eines „Schutzstreifens“ auf polnischen Gebiet. Gleichzeitig, aus Furcht vor dem Bolschewismus, macht sich eine Wendung der polnischen Politiker nach Deutschland, dem einzigen „Bollwerk der Ordnung“, sichtbar. Das in Belarus stehende Korps des Generals Józef Dowbor-Muśnicki, das aus polnischen Soldaten der ehemaligen Zarenarmee besteht, stellt sich unter den Regentschaftsrat.
- 22. März: Der deutsche Reichstag beschließt eine Resolution, in der verlangt wird, dass der Aufbau der einheimischen Zivilverwaltung in Polen, Kurland und Litauen sofort in die Wege geleitet wird.
- 25. März: Die Weißrussische Volksrepublik wird unter deutschem Protektorat und Unterstützung ausgerufen, um die Eroberungspläne seitens Polen zu torpedieren.[2]
- 4. April: Jan Kanty Steczkowski wird zum Ministerpräsidenten des Königreiches ernannt.
- 13. April: In seinem Immediatbericht an den Kaiser stellt sich Beseler entschieden gegen die Annexionspläne. Gleichzeitig verlangt das preußische Herrenhaus energisches Festhalten an der polenfeindlichen Politik in Preußen und eine Vorschiebung der deutschen Ostgrenze. In Warschau übernimmt Jan Kanty Steczkowski den Posten des Ministerpräsidenten.
- 10. Mai: Die deutschen Behörden lehnen aus verschiedensten Gründen die Übernahme der Verwaltung durch die Polen ab und wollen polnische Beamtenkandidaten nur zur Einarbeitung bei deutschen Dienststellen zulassen.
- 5. Juli: Ludendorff versendet eine Denkschrift an den Reichskanzler, in welcher er vorschlägt, 20.000 km² von Polen als einen „Grenzstreifen“ abzutrennen. Von diesem Gebiet soll ein 8.000 km² umfassender Teil unverzüglich von der polnischen Bevölkerung geräumt und mit deutschen Kolonisten (Russlanddeutschen) besiedelt werden.
- 1. August (um): Die internierten Eidesverweigerer aus den Legionen werden entlassen, einige melden sich bei der Polnischen Wehrmacht, die nach der Eideskrise nur etwa 5.000 Offiziere und Mannschaften zählt. Im August kommt der Visitator Apostolicus Achille Ratti, der spätere Papst Pius XI., als eine Art Nuntius nach Warschau, um die kirchlichen Verhältnisse zu regeln. Seine Entsendung verdankt Polen dem Reichskanzler Hertling und dem Nuntius in München, Eugenio Pacelli, dem späteren Papst Pius XII. Ratti soll zwei Jahre später eine große historische Rolle im polnisch-sowjetischen Krieg spielen: Als einziger Diplomat bleibt er im von der Roten Armee bedrohten Warschau. In demselben Monat erklärt der österreichische Kaiser Karl I., dass er auf keinen Fall die Kandidatur von Erzherzog Karl Stephan als König zulassen werde, dass er sich bestimmt allen deutschen Annexionsplänen widersetze und auf der Vereinigung des Regentschaftskönigreiches mit Österreich bestehe. Darauf ändert Ludendorff seine Einstellung und stimmt der Einverleibung von Wilna an Polen bei. Auch die Übergabe von Minsk wird in Aussicht gestellt. Am „Schutzstreifen“ entlang der ostpreußischen Grenze wird deutscherseits festgehalten. Die Polen sehen indessen den Erwerb von Wilna als selbstverständlich an und lehnen entschieden jede Abtretung kongresspolnischen Landes ab.
- 1. Oktober: Beseler wird von Hindenburg nach Berlin berufen und erfährt, dass die militärische Lage sehr bedrohlich sei. Er kommt als gebrochener und kranker Mann nach Warschau zurück. Mit der deutschen Herrschaft im Regentschaftskönigreich geht es von nun an schnell abwärts. In Berlin tritt unterdessen Reichskanzler Hertling zurück. An seine Stelle wird Prinz Max von Baden berufen, der in seiner ersten Reichstagsrede verkündet, dass Deutschland das Wilson-Programm annehme. Prinz Max verspricht sofortigen Abbau der Militärverwaltung in den besetzten Ländern.
- 7. Oktober: Der Regentschaftsrat erklärt die Unabhängigkeit Polens, erklärt das Wilson-Programm zur Grundlage der Staatsbildung in Polen und bittet den Reichskanzler um sofortige Entlassung Piłsudskis. Der Staatsrat im Königreich Polen wird aufgelöst. Beseler übergibt jetzt die Verwaltung an polnische Beamte.
- 13. Oktober: Die bisherige Polnische Wehrmacht wird dem Regentschaftsrat als das Polnische Heer vereidigt.
- 23. Oktober: Beseler legt den Oberbefehl über die Polnische Wehrmacht formell in die Hände des Regentschaftsrates. Józef Świeżyński wird zum Ministerpräsidenten des Königreiches ernannt.
- 25. Oktober: Der Regentschaftsrat gründet den Polnischen Generalstab.
- 28. Oktober: Generalleutnant Tadeusz Rozwadowski wird zum ersten Chef des Generalstabs ernannt. Eine polnische Übergangsregierung für das Gebiet des ehemaligen Königreiches Galizien und Lodomerien, der Liquidationsausschuss Galiziens und des Teschener Schlesiens, ist in Krakau gegründet.
- 31. Oktober: Auflösung Österreich-Ungarns. Der polnische Liquidationsausschuss fängt seine Tätigkeit an und übernimmt Staatsgewalt in ersten Teilgebieten des ehemaligen Königreiches Galizien und Lodomerien.
- 1. November: Proklamation der Westukrainischen Volksrepublik. Der letzte österreichische Statthalter von Galizien überträgt die Kontrolle über Ostgalizien und Volhynien in Lemberg offiziell an den Ukrainischen Nationalrat, was den Polnisch-Ukrainischen Krieg auslöst.
- 3. November: Der gescheiterte Putsch-Versuch der Świeżyński-Regierung gegen den Regentschaftsrat in Warschau. Waffenstillstand von Villa Giusti zwischen Cisleithanien und Entente wird geschaffen.
- 4. November: Władysław Wróblewski wird zum provisorischen Ministerpräsidenten des Königreiches ernannt.
- 6. November: Im ehemaligen k. u. k. Okkupationsgebiet in Lublin bildet sich eine „provisorische Volksregierung der polnischen Republik“ unter dem Sozialisten Ignacy Daszyński. Das Oberkommando der polnischen Truppen wird in der Volksregierung für den Legionsoberst Edward Rydz-Śmigły vorgesehen. Die Lubliner Regierung erklärt den Regentschaftsrat und das Wróblewski-Regierungsprovisorium für abgesetzt, was Proteste der gemäßigten Kräfte in Warschau hervorruft.
- 8. November: Prinz Max entsendet Harry Graf Kessler nach Magdeburg, der mit Piłsudski die Einzelheiten der Freilassung diskutiert. Das bisherige Gesetzblatt des Königreiches Polen wird ins Gesetzblatt des Polnischen Staates umbenannt.
- 9. November: Ausrufung der Republik in Deutschland.
- 10. November: Piłsudski kehrt nach Warschau zurück.
- 11. November: Waffenstillstand von Compiègne; die deutschen Truppen in Warschau werden von Polen entwaffnet; sie lehnen es ab, auf polnische Bevölkerung zu schießen. Die Lubliner Regierung legt alle angestrebte Staatsgewalt in die Hände Józef Piłsudskis; der Regentschaftsrat übergibt ihm gleichzeitig den Oberbefehl über die polnische Armee. Diese Ereignisse werden in der Rückschau als Staatsgründung der Zweiten Republik betrachtet und das Datum wird später als Nationalfeiertag begangen.
- 14. November: Der Regentschaftsrat legt alle Staatsgewalt in die Hände Józef Piłsudskis und löst sich auf. Piłsudski wird somit rechtlich für einige Tage der Regent von Polen, ohne den Titel zu nutzen (der Oberbefehlshaber wird stattdessen weitergenutzt). Trotzdem, Daszyński wird noch am gleichen Tag von Piłsudski zum Ministerpräsidenten „der Republik“ ernannt, muss aber unter Druck der Rechtsparteien auf das Amt verzichten; das Wróblewski-Regierungsprovisorium bleibt deshalb weiter im Amt.
- 16. November: Piłsudski sendet an alle fremde Regierungen ein Funktelegramm, das die Notifikation der Entstehung eines – in das Telegramm als Republik Polen bezeichnetes – unabhängiges polnisches Staates enthält.
- 17. November: Vereidigung der ersten republikanischen Moraczewski-Regierung (gebildet grundsätzlich durch die Daszyński-Minister, aber unter Leitung einer für die Rechtsparteien akzeptablen Person); das Wróblewski-Regierungsprovisorium des Königreiches tritt zurück. Die neue Regierung bedeutet das Ende des Königreiches in der politischen Sinne.
- 22. November: Das Dekret über die vorläufige oberste Vertretungsbehörde der Republik Polen wird geschaffen: Piłsudski soll bis zum Wahl eines Parlamentes ein Vorläufiger Staatsleiter (Tymczasowy Naczelnik Państwa) bleiben.
- 29. November: Das Dekret tritt in Kraft; die Ära des Regentschaftskönigreiches – der vierten und letzten Monarchie der polnischen Geschichte – wird somit auch rechtlich endgültig beendet.

### Weitere Entwicklung
Die Zweite Polnische Republik wurde zum Nachfolger des Regentschaftskönigreiches. Piłsudski verfolgte das Ziel der Wiederherstellung der Grenzen aus der Zeit vor den Teilungen Polens. 
Das am 15. August 1917 gegründete Polnische Nationalkomitee (Komitet Narodowy Polski) mit Sitz anfangs in Lausanne und später in Paris, das eng mit dem 1916 in Posen gegründeten Obersten Volksrat zusammenarbeitete und dessen Leiter Roman Dmowski ein erbitterter Opponent von Piłsudski war und in Deutschland Polens Hauptgegner sah, wurde trotzdem im Januar 1919 um zehn Vertreter von Józef Piłsudski erweitert und als die offizielle polnische Delegation für die Friedensverhandlungen in Paris von Piłsudski bestätigt. Am 16. Februar 1919 wurde in Trier eine Verlängerung des Waffenstillstandes der Alliierten mit dem Deutschen Reich unterzeichnet, die auch Bezug auf das Ergebnis des Posenen Aufstandes nahm; Polen fand dadurch indirekt Anerkennung als alliierte Macht. Am 20. Februar 1919 wurde Piłsudski durch den Verfassungsgebenden Sejm im Amt bestätigt. Durch diese Politik kam es zunächst zur durch den Versailler Vertrag festgelegten Integration von Großpolen, Nordkujawien, Pommerellen (mit Kulmerland) und Ostoberschlesien. Dmowski selbst unterzeichnete am 28. Juni 1919 den Friedensvertrag von Versailles.
Im Osten kam es zum Krieg mit Sowjetrussland sowie zum Krieg mit Litauen wegen des von beiden Seiten beanspruchten Gebietes um Wilna/Vilnius. Trotz anfänglichen Erfolgen im Bündnis mit dem ukrainischen Präsidenten Symon Petljura (Vertrag von Warschau) erlitt die polnische Armee starke Verluste, sie konnte sich aber im „Wunder an der Weichsel“, bei dem die Rote Armee durch ein riskantes Zangenmanöver nahezu vollständig vernichtet wurde, retten. Am 18. März 1921 unterzeichneten Polen und Sowjetrussland den Friedensvertrag von Riga, bei dem auch Gebiete, die nicht mehrheitlich von ethnischen Polen bewohnt waren, Teil des polnischen Staates wurden. Auch gegenüber Litauen setzte sich Piłsudskis Politik durch. Obwohl Polen im Vertrag von Suwałki (7. Oktober 1920) auf den größten Teil des strittigen Gebiets von Wilna (Vilnius) mit seiner polnischen Bevölkerungsmehrheit verzichtet hatte, eroberten schon zwei Tage später polnische Truppen unter General Lucjan Żeligowski im Handstreich die sog. Litwa Środkowa.
Das Inkrafttreten der März-Verfassung führte zu einer demokratischen Verfassung im parlamentarischen Stil in Polen.

## Ähnliche Staatsgebilde
Gegen Ende des Ersten Weltkrieges gründete das Deutsche Reich auf dem Gebiet des ehemaligen Russischen Kaiserreiches mehrere Marionettenregierungen. Diese Staaten waren jedoch weder voll unabhängig noch souverän.
- Herzogtum Kurland und Semgallen
- Königreich Finnland
- Königreich Litauen
- Vereinigtes Baltisches Herzogtum
- Ukrainischer Staat
- Weißrussische Volksrepublik

Durch das rasche Kriegsende gingen diese Versuche, genauso wie beim Regentschaftskönigreich Polen, nie über die Planungsphase hinaus.